# Педро Моралес Торрес
Педро Моралес Торрес (ісп. Pedro Morales Torres, 13 травня 1932, Ла-Серена — 13 вересня 2000, Сантьяго) — чилійський футбольний тренер.

## Кар'єра тренера
Розпочав тренерську кар'єру 1960 року, очоливши тренерський штаб клубу «Коло-Коло». У першому ж сезоні молодий тренер-початківець привів команду до перемоги у чемпіонаті Чилі, згодом повторив цей успіх у 1963. 
Надалі змінив декілька чилійських клубних команд, а 1974 року став головним тренером національної збірної країни. Наступного року керував її діямі на Кубку Америки 1975, де чилійці не подолали груповий етап змагання.
1976 року повернувся до клубної роботи, очоливши тренерський штаб «Евертона» (Вінья-дель-Мар). Протягом наступних десяти років був затребуваним тренером на батьківщині, працював з низкою клубних команд, 1984 року керував діями олімпійської збірної Чилі
на тогорічні Олімпіаді в Лос-Анджеелесі, а наступного, 1985 року, знову тренував національну збірну країни.
Останнім місцем його тренерської роботи був клуб «Універсідад де Чилі», головним тренером команди якого Педро Моралес Торрес був протягом 1991 року.
Помер 13 вересня 2000 року на 69-му році життя в Сантьяго.

## Титули і досягнення

### Як тренера
- Чемпіон Чилі (2):

«Коло-Коло»: 1960, 1963